# NGC 3763
NGC 3763 је спирална галаксија у сазвежђу Пехар која се налази на NGC листи објеката дубоког неба.
Деклинација објекта је - 9° 50' 50" а ректасцензија 11h 36m 30,2s. Привидна величина (магнитуда) објекта NGC 3763 износи 12,8 а фотографска магнитуда 13,5. NGC 3763 је још познат и под ознакама IC 714, MCG -2-30-9, IRAS 11339-0934, PGC 35907.